# Копетон акацієвий
Копето́н акацієвий (Ramphotrigon flammulatum) — вид горобцеподібних птахів родини тиранових (Tyrannidae). Ендемік Мексики. Раніше цей вид відносиди до монотипового роду Акацієвий копетон (Deltarhynchus), однак за результатами низки молекулярно-генетичних досліджень був переведений до роду Тиран-плоскодзьоб (Ramphotrigon).

## Опис

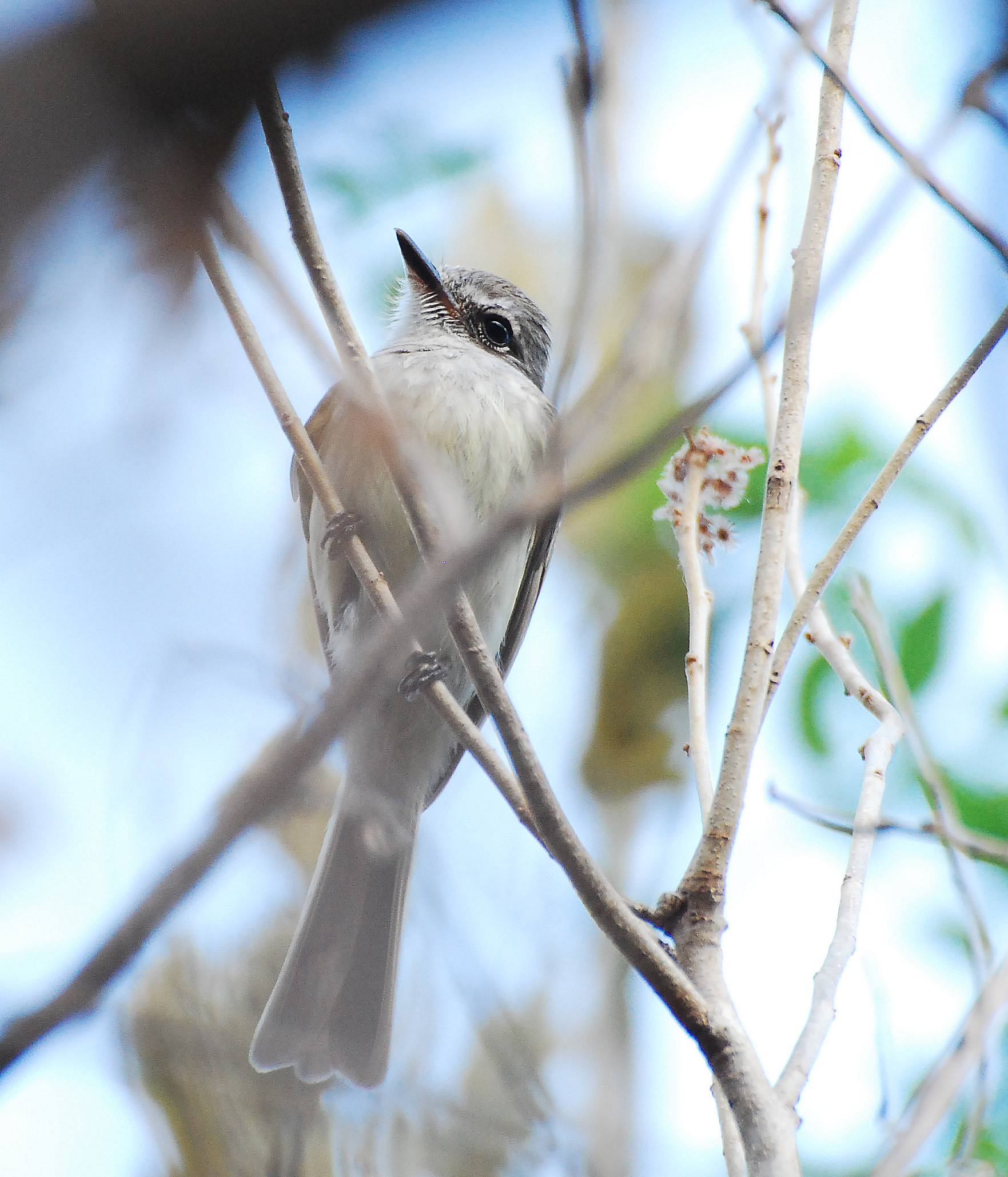
Акацієвий копетон

Довжина птаха становить 15-16,5 см. Довжина крила становить 76 мм, хвіст дещо коротший. Голова і верхня частина тіла оливково-коричневі або сірувато-коричневі. Горло біле, груди світло-сірі, поцятковані малопомітними темними смужками, решта нижньої частини тіла блідо-жовтувата. Крила округлі, темно-коричневі, махові і покривні пера мають блідо-коричневі краї. Хвіст округлий, темно-коричневий, стернові пера мають вузькі світло-коричневі краї. Обличчя чорнувате, навколо очей світлі кільця. Дзьоб чорний, широкий, трикутної форми, біля основи дещо світліший, є майже удвічі коротший за голову. Внутрішня частина дзьоба оранжева. Лапи темно-сірі, кігті великі, гострі, вигнуті. Виду не притаманний статевий диморфізм. У молодих птахів на хвості є широка коричнювата смуга. Голос — пронизливий свист, за яким іде коротка трель.

## Поширення і екологія
Акацієві копетони мешкають на західному узбережжі Мексики, від Сіналоа до західного Чіапаса, можливо, також на північному заході Гватемали. Вони живуть в сухих листопадних тропічних лісах та в колючих акацієвих і чагарникових заростях, на висоті до 1400 м над рівнем моря. Ведуть осілий, прихований спосіб життя, часто ховаються в підліску. При появі непроханих гостей або намагаючись прибабити самицю, самці акацієвих копетонів підіймають пера на свої голові, однак, на відміну від копетонів з роду Myiarchus, вони не хитають головою, демонструючи чуб.
Акацієві копетони живляться переважно комахами. Вони чатують на здобич, сидячи на гілці дерева, а як тільки її побачать, то летять до неї, ненадовго зависають в повітрі, хапають комаху з листя, і перелітають до іншої гілки.
Сезон розмноження у акацієвих копетонів триває з квітня по серпень з піком у червні. Вони гніздяться в неглибоких дуплах дерев, на висоті 90 м над землею. Гніздо має чашоподібну форму, робиться з тонких рослинних волокон, шматочів сухого листя і кори. На відміну від копетонів з роду Myiarchus, акацієві копетони  не використовують зміїну шкіру або інші подібні матеріали при побудові гнізда. В кладці 3 кремових або рожевуватих яйця, поцяткованих коричневими і сірими плямками.